# 宮バス

宮バス 宮2系統（2012年4月）

宮バス（みやバス）は、静岡県富士宮市で運行されているコミュニティバスである。運行事業者は富士急静岡バスおよび信興バス（富士市）である。

## 沿革
- 2008年4月1日 - 運行開始。当時の運行事業者は石川タクシー富士宮であった。
- 2010年1月16日 - 運行事業者を富士急静岡バスに変更。
- 2011年10月1日 - 拡大路線試験運行開始（宮1 - 宮6系統）。
- 2013年
  - 4月1日 - バス停増設：「大宮町」「マルハン中原店」、バス停名称変更「マルハン富士宮駅南店」（旧「東京電力」）
  - 10月1日 - 芝川バスを宮バスに名称変更（宮11・12・13・14系統）。宮5系統再編、宮6系統廃止。
- 2018年
  - 4月1日 - 宮11芝富線・宮12稲子線・宮13香葉台線・宮14稗久保線の運行事業者を、富士急静岡バスより、信興バス（富士市）に変更。[1]
  - 6月2日 -（宮3・4・5系統）東南循環及び北循環を土曜運休とする。
  - 10月1日 - 宮4系統廃止。
- 2020年
  - 4月1日 - 宮５北循環西コース バス停名称変更「木の花(このはな)」（旧（富士宮信用金庫本店前」）

## 路線
宮バスは、当初、富士宮市総合福祉会館を起点に、JR身延線の富士宮・西富士宮両駅及び富士宮市街地の公共施設・医療機関等を巡回する路線で運行が開始された（現在の宮1系統と宮2系統）。多くの路線で富士宮駅南口で他の路線へ乗り継ぎ、乗り換えができる。全便12/29 - 1/3は運休。
- 宮1系統：中央循環（既存「内回り」）・・・毎日運行（土日祝は1便・8便運休）
- 宮2系統：中央循環（既存「外回り」）・・・毎日運行（土日祝は1便・8便運休）
- 宮3系統：東南循環（内回り・外回り）・・・月 - 金曜運行、祝日運休
  - 富士宮駅南口 - 市役所 - 東阿幸地 - 出水 - 阿南胃腸科外科 - 富士根南公民館 - 前田町を循環
- 宮5系統：北循環 西・北・東コース（内・外回り）・・・月 - 金曜運行、祝日運休
  - 西コース
    - 富士宮駅南口 - イオンモール富士宮 - 大宮町 - 中央町 - 若の宮町 - 警察署南 - 北高前 - 総合福祉会館

  - 北コース
    - 総合福祉会館 - 南富士病院 - デイズ万野原店前 - 大富士中学校 - 長屋通り - 富士宮市民プール - 外神東公園 - 富士宮市民体育館 - う宮～な - 住宅生協青木団地 - 中谷 - 外神 - 池田医院・かぶらぎ歯科 - 総合福祉会館

  - 東コース
    - 総合福祉会館 - 加藤脳神経外科 - 鉄工団地 - 中原町 - 時田上 - 時田橋 - 阿幸寺公会堂 - 若の宮町南 - 中央町 - 大宮町 - イオンモール富士宮 - 富士宮駅南口
      - 外回り・・・同じコースを辿るが、内回りには無い、あすなろ歯科バス停がある。
- 宮11系統：芝富線・・・月 - 土曜運行、祝日は運行
- 宮12系統：稲子線・・・月 - 土曜運行、祝日は運行
- 宮13系統：香葉台線・・・月 - 土曜運行、祝日は運行
- 宮14系統：稗久保線・・・月 - 土曜運行、祝日は運行

## 運賃
- 運賃は前払い方式で、1乗車・1名につき大人（中学生以上）200円、子供（小学生）100円である。

特例として身体障害者手帳等の保持者は100円に減額。1級身体障害者手帳・療育手帳の場合、保持者本人と介護者が100円に減額される。保護者に同伴された未就学児は2名まで無料である。運賃箱には両替機やカードリーダがない。車内では乗務員が回数券を販売している（100円券11枚つづりで1,000円。富士宮駅北口バスターミナル内、富士急静岡バス窓口でも販売）。宮バス協力店舗を利用すると乗車券を入手できる。秋まつり等のイベント時に無料開放されることがある。
- 宮バス同士は半額で乗り継ぎ可能（宮11 - 14系統を除く）。
- 年間フリーパス券8,000円（北循環、東南循環の各路線が一年間乗り放題になる券。富士宮駅北口バスターミナル富士急静岡バス窓口で販売）、宮11 - 14系統で使用できる定期券（芝川会館内地域活動センターバンブーで販売）あり。

## 車両
- 三菱ふそう・エアロミディ、ローザ及び日産・シビリアン、日野・ポンチョを使用。

案内放送装置は富士急グループ各社のバス同様、ネプチューンである。
宮バスの各車両には、宮バスオリジナルロゴ、名産品（やきそば）、名所（白糸の滝）、富士宮市のキャラクターフーちゃん等が描かれている。また、バリアフリー仕様となっており、車椅子での乗降も可能である。なお、宮バス発足当時は沼津ナンバーであったが、現在は富士山ナンバーに換装されている。

宮バスの車両
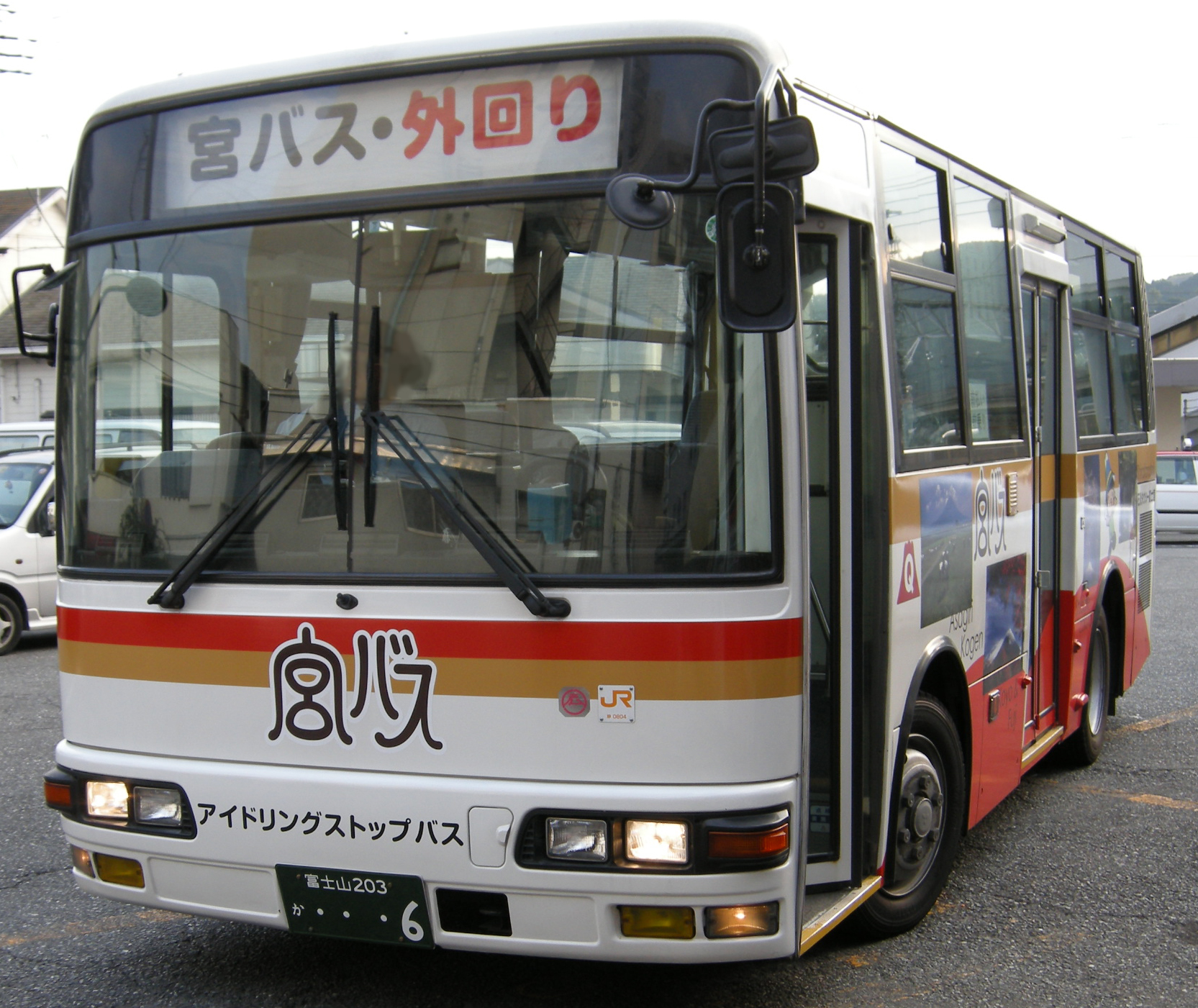
2009年当時の車両（石川タクシー富士宮）
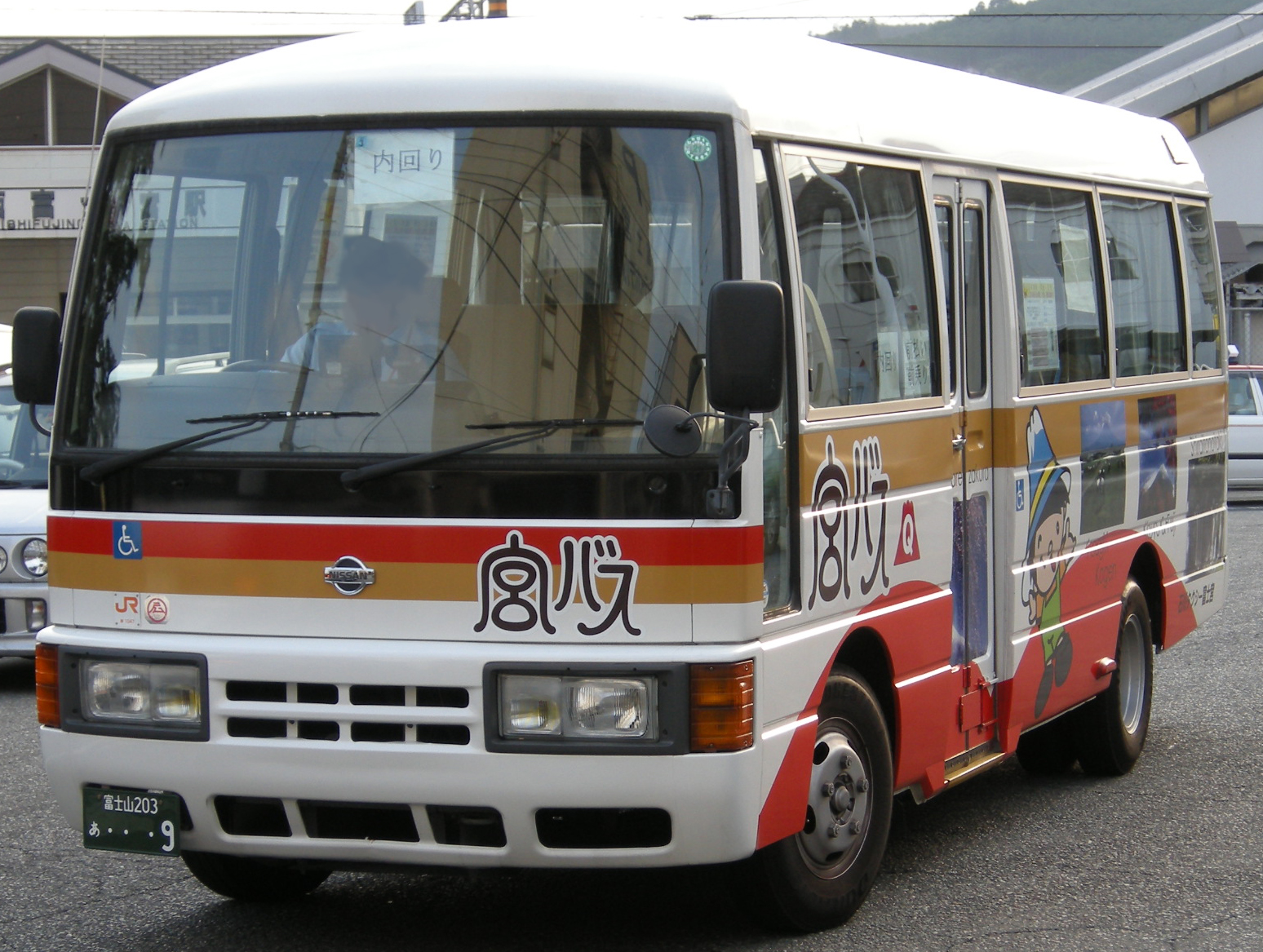
2009年当時の車両（石川タクシー富士宮）

## バス停オーナー制度
自主運行バスにかかるコスト抑制の為、沿線の医療機関・商業施設等に対し、バス停設置・広告掲出を条件に資金援助を依頼するというバス停オーナー制度（命名権の一種）が導入されている。

宮バスのバス停
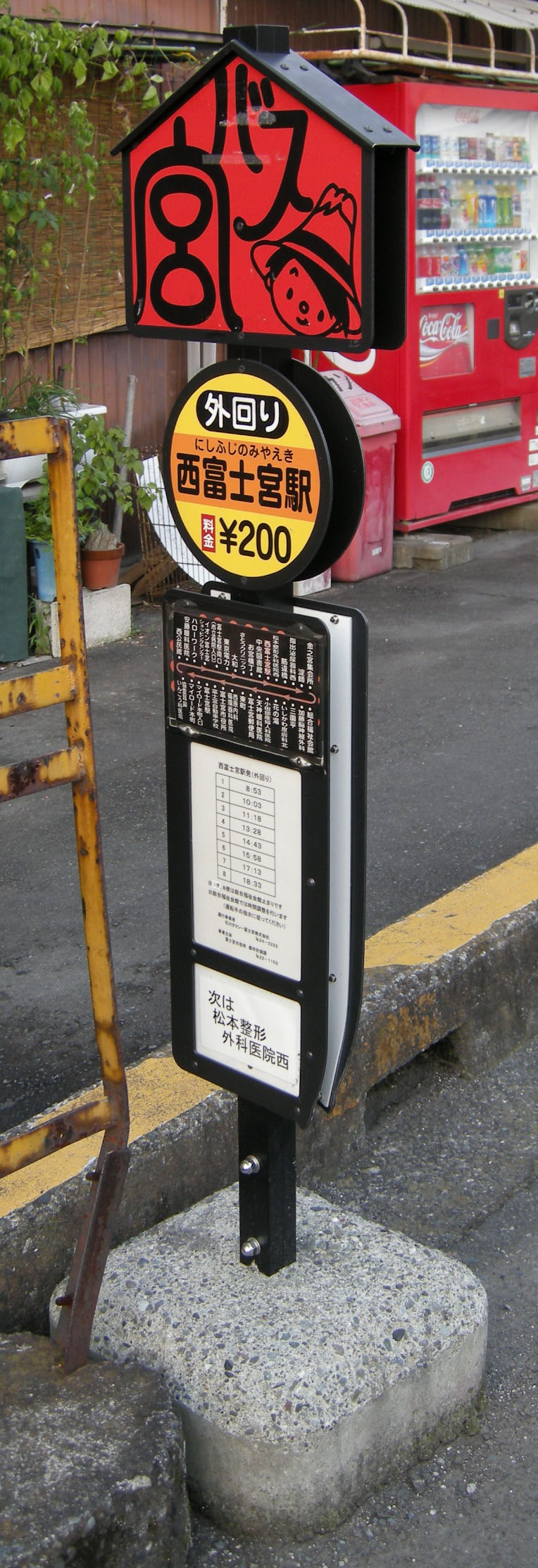
外回り用
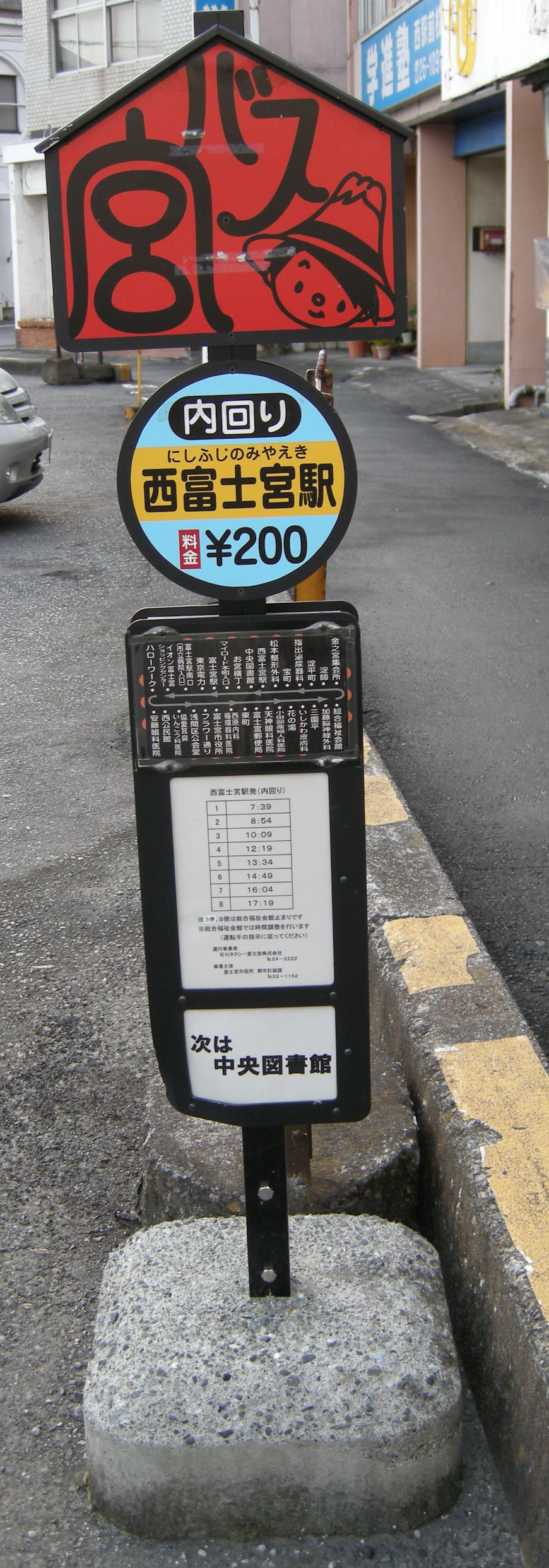
内回り用（頭の所が色違いになっている）

## 公共交通PDCA（事業評価）
富士宮市では平成24年1月に策定した「富士宮市新地域公共交通総合連携計画」で各市営公共交通事業に対する目標値を設定し、乗車人数、運賃収入、利用者人数達成率等を公開している。